# 横溝良一
横溝 良一（よこみぞ りょういち、1955年7月8日 - ）は、日本の地方公務員。東京都建設局長や、東京都技監、東京スタジアム代表取締役社長、首都大学東京客員教授等を歴任した。

## 人物・経歴
東京都出身。1978年東京教育大学農学部（現筑波大学生物資源学類）農業工学科卒業。1980年東京都庁入庁。2002年東京都建設局多摩ニュータウン事業部計画担当課長。2003年東京都建設局建設事業課長。2004年東京都都市整備局市街地整備部技術担当課長、東京都下水道局参事、財団法人東京都新都市建設公社下水道部長。2006年東京都都市整備局再開発事務所長。
2007年東京都都市整備局第二区画整理事務所長。2008年東京都都市整備局企画担当部長。2010年東京都建設局河川部長。2011年東京都建設局道路監。2013年東京都建設局長、土木学会監事。
2014年東京都技監に就任。2020年東京オリンピックに向けたインフラストラクチャーの整備を進めた。2015年公益財団法人東京都道路整備保全公社理事長。2018年株式会社東京スタジアム代表取締役社長。首都大学東京客員教授等も歴任した。